# Université de Seton Hill

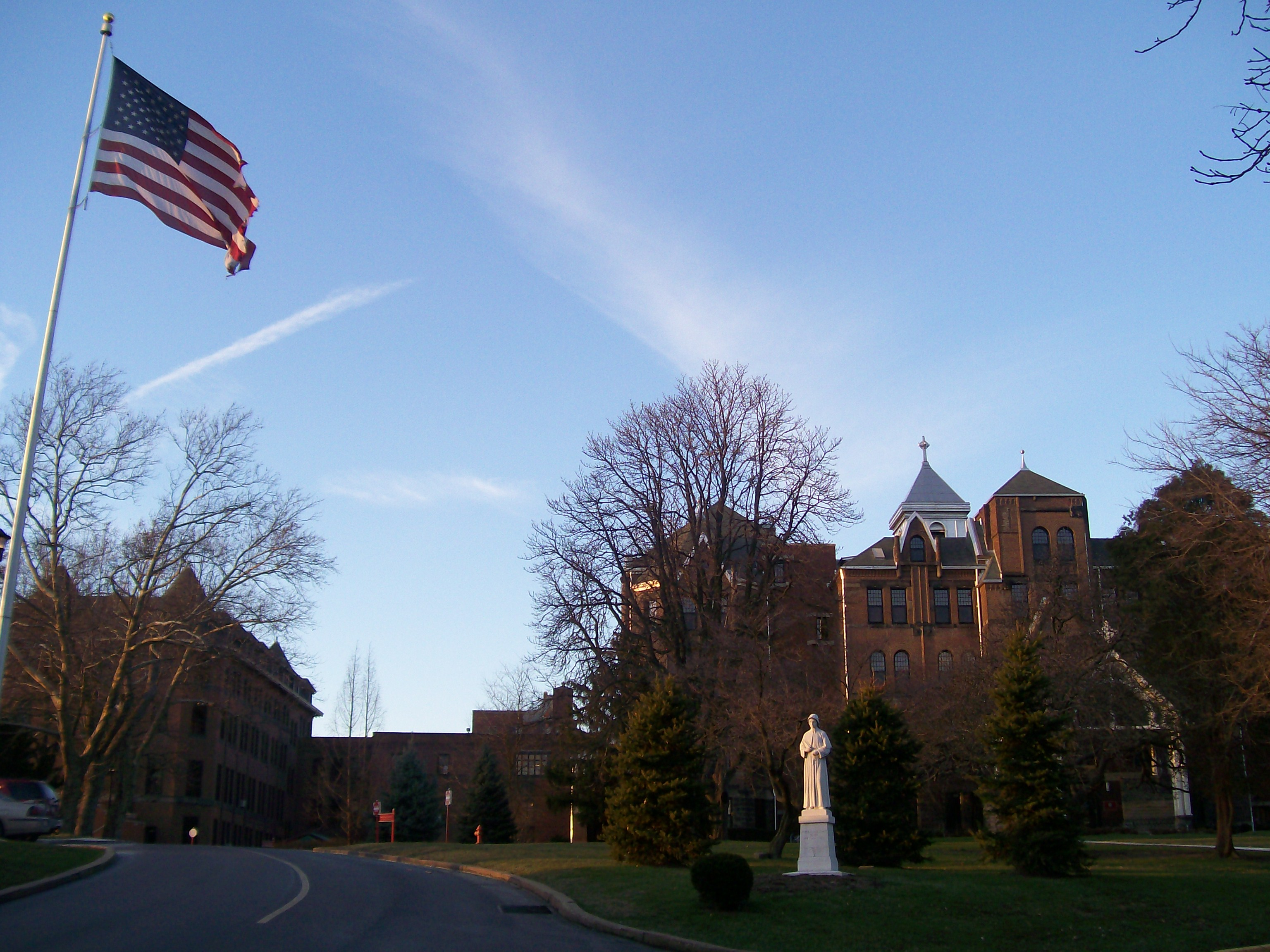
Bâtiment administratif de l'université avec une statue de sainte Elizabeth Ann Seton au premier plan.

L'Université de Seton Hill est une université catholique située aux États-Unis à Greensburg en Pennsylvanie. Elle est fondée comme collège universitaire féminin, puis devient mixte en 2002 et accueille environ 2 200 étudiants. Sa devise est : Hazard Yet Forward.

## Histoire
Une école est fondée en 1885 par les Sœurs de la charité de Seton Hill et nommée en hommage à Elizabeth Ann Seton (1774–1821), leur fondatrice, première Américaine à être canonisée. La Seton Hall University et le College of Saint Elizabeth dans le New Jersey lui doivent aussi leur nom.
En 1914, le collège secondaire pour jeunes filles, Seton Hill Junior college, est ouvert par les Sœurs et quatre ans plus tard, avec l'approbation du Commonwealth de Pennsylvanie, c'est au tour du Seton Hill College, pour les études universitaires.
En 1946, quarante jeunes hommes, anciens combattants de la Seconde Guerre mondiale y sont acceptés comme étudiants. Pendant les années 1980, des jeunes gens suivent certaines formations dans cette université, y compris la musique et le théâtre. En 2002, Seton Hill reçoit officiellement le statut d'université par le Pennsylvania Department of Education.

## Formation
Seton Hill comprend six facultés (ou écoles) pour les « undergraduates » : business, éducation & sciences sociales appliquées, humanités, sciences naturelles et de la santé, et arts visuels et scéniques. En plus de leur formation majeure, les étudiants peuvent choisir des cours en formation mineure en art, mathématiques, sciences, culture générale, histoire et cours d'écriture.
L'université offre aussi douze formations pour les « graduates » : art, écriture, sciences thérapeutiques, business, sciences orthodontiques, et études d'assistance médicale.

### Centres
- National Catholic Center for Holocaust Education
- Child Development Center
- Center for Family Therapy
- SHU Center for Orthodontics
- The Wukich Center for Entrepreneurial Opportunities
- Performing Arts Center
- Dance and Visual Arts Center
- Robert M. Brownlee Mathematics Enrichment Center

## Sports
En 2005, 60% des effectifs sont masculins à cause de l'importance qui y est donnée au football américain et autres sports, comme le baseball.

## Campus
En 2013, l'université a reçu un don de 7 millions de dollars de la part de la Richard King Mellon Foundation. C'est le don le plus important que l'université ait jamais reçu et fait partie du programme de rénovation et d'agrandissement de 75 millions de dollars.